# Episkyros

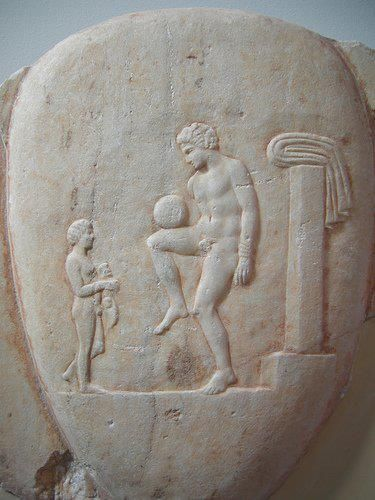
Bas-relief sur vase représentant un jeune grec s'entraînant avec un ballon. Visible au Musée national archéologique d'Athènes.

L'episkyros (ἐπίσκυρος ou ἐπίκοινος) est un jeu de ballon de la Grèce antique.

## Jeux de balles en Grèce Antique
Plusieurs noms de jeux pratiqués par les jeunes Grecs de l'Antiquité : l'ouranie, l'aporrhaxis et le phéninde, dont les descriptions nous ont été transmises notamment par Julius Pollux,.

## Règles du jeu
L'episkyros est un sport d'équipe. Il se joue habituellement en équipe de 12 à 14 joueurs qui se disputent une balle, certainement faite de bandes de cuir cousues autour d'un noyau de paille. Chacune des équipes, séparées au milieu par une ligne blanche appelée skyros, essayait de lancer la balle par-dessus la tête des joueurs de l'équipe adverse alors que la balle était toujours en mouvement, jusqu'à ce que l'une des deux équipes soit poussée derrière une ligne de démarcation. Le jeu autorisait l'utilisation des mains.
D'après l'historien Stephen G. Miller, le jeu était particulièrement violent à Sparte.

## Évolution du jeu
Ce jeu de balle a été adopté et renommé harpastum par les Romains.